# Maia Roos
Maiakawanakaulani Cerena Turepu Roos detta Maia (Salt Lake City, 27 luglio 2001) è una rugbista a 15 neozelandese, seconda linea della provincia di Auckland e delle Blues Women, campionessa del mondo nel 2022.

## Biografia
Nata negli Stati Uniti da genitori mormoni originari delle Isole Cook (sua madre professoressa associata al Massachusetts Institute of Technology, suo padre ingegnere biomedico), vive ad Auckland da quando la famiglia, nel 2009, si trasferì in Nuova Zelanda.
Al locale Tāmaki College fu avviata alla pratica rugbistica e a 18 anni esordì in prima squadra; nel 2019 Anna Richards la convocò nella selezione provinciale di Auckland.
A novembre 2021 esordì in nazionale maggiore a Northampton contro l'Inghilterra e fu messa sotto contratto dalle Blues Women, la sezione femminile della franchise di Auckland dei Blues che milita nel neonato Super Rugby Aupiki.
Nel 2022, con soli otto test match alle spalle, fu convocata per la Coppa del Mondo 2021, che la Nuova Zelanda ospitò con un anno di posticipo rispetto alla data originaria a causa della pandemia di COVID-19; autrice di due mete nella fase a gironi del torneo, si è laureata campionessa mondiale nella finale contro l'Inghilterra.

## Palmarès
- Coppe del mondo: 1
Nuova Zelanda: 2021